# Алиев, Гапур Хамидович
Гапу́р Хами́дович Али́ев (2 января 1949 — 16 марта 2011, Грозный) — чеченский поэт, бард, драматург. Родоначальник чеченских сонетов. Заслуженный работник культуры Чечено-Ингушской АССР, член Союза писателей России, Союза журналистов и Союза театральных деятелей.

## Биография
Работал в журнале «Вайнах» заместителем главного редактора и заведующим отдела поэзии на чеченском языке, Чеченском драматическом театре имени Нурадилова, редакции журнала «Орга». В последние годы жизни его произведения публиковались в журнале «Нана».

### Статьи

#### на русском языке
- Абалаева Малика. «Я отсюда уйду незаметно. Боль и радость с собой унесу» // Вести республики : газеты. — 2014. — № 23 (2206). — С. 4.
- Абалаева Малика. Его улицы счастьем залиты // Вести республики : газета. — 2009. — № 25 (957). — С. 3.
- Гайрбекова Эсила. «Сонет последний мною не дописан, последние не сказаны слова» // Столица+ : газета. — 2011. — № 57.
- Довлеткиреева Лидия. Влюблённый пилигрим // Вести республики : газета. — С. 3.
- Лорсанукаев Увайс. Чеченский Шекспир // Вести республики : газета. — 2012. — № 50. — С. 7.
- Рахманова Лиза. «Я в этом мире был всего лишь пришлым, А жить собрался будто навсегда…» // Вести республики : газета. — 2014. — № 13.
- Сулумова Дэти. «Может быть не на этой планете ему жить надо было на свете?» : газета. — 2011. — № 135. — С. 4.
- Магомаева Лили. Великий илланча // Вести республики : газета. — 2014. — № 15. — С. 8.

#### на чеченском языке
- Бурчаев Хьалим. Дуьнене кхийлина йистйоцу лехам (чеченский) // Орга : журнал. — 2014. — № 1. — С. 42-50.
- Заманан векал (чеченский) // Хьехархо : газета. — 2011. — № 5 (149). — С. 4.